# Xystroceroides burgeoni
Xystroceroides burgeoni là một loài bọ cánh cứng trong họ Cerambycidae.